# Aloeides krooni
Aloeides krooni är en fjärilsart som beskrevs av Tite och Dickson 1973. Aloeides krooni ingår i släktet Aloeides och familjen juvelvingar. Inga underarter finns listade i Catalogue of Life.